# Gămzovo
Gămzovo (bulgariska: Гъмзово) är ett distrikt i Bulgarien.   Det ligger i kommunen Obsjtina Bregovo och regionen Vidin, i den nordvästra delen av landet, 160 km norr om huvudstaden Sofia.